# Béssada
Béssada est une sous-préfecture du Mandoul, une région du Tchad,.

## Personnalité liée à la localité
François Tombalbaye, premier président de la république du Tchad du 11 août 1960 au 13 avril 1975, est né à Béssada.